# Stacy Keach (attore 1914)
Walter Stacy Keach detto Stacy Keach senior (Chicago, 29 maggio 1914 – Burbank, 13 febbraio 2003) è stato un attore statunitense.

## Vita privata
È il padre degli attori Stacy Keach Jr. e James Keach.

## Filmografia parziale

### Cinema
- The Du Pont Story, regia di Wilhelm Thiele (1950)
- La giostra dell'amore (Joy Ride), regia di Edward Bernds (1958)
- Criminale asservito alla polizia (Detroit 9000), regia di Arthur Marks (1973)
- Perché un assassinio (The Parallax View), regia di Alan J. Pakula (1974)
- Un mercoledì da leoni (Big Wednesday), regia di John Milius (1978)
- Saturday the 14th, regia di Howard R. Cohen (1981)
- La casa di Mary (Superstition), regia di James W. Roberson (1982)
- Pazzi da legare (Armed and Dangerous), regia di Mark L. Lester (1986)
- Pretty Woman, regia di Garry Marshall (1990)
- Identità sepolta (False Identity), regia di James Keach (1990)
- Cobb, regia di Ron Shelton (1994)

### Televisione
- The Californians – serie TV, 6 episodi (1957-1958)
- Maverick – serie TV, 3 episodi (1957-1961)
- Navy Log – serie TV, episodio 3x16 (1958)
- Sotto accusa (Arrest and Trial) – serie TV, episodio 1x01 (1963)
- Get Smart – serie TV, 10 episodi (1966-1967)
- Bonanza – serie TV, 2 episodi (1970-1972)
- Mannix – serie TV, 4 episodi (1971-1974)
- Marcus Welby (Marcus Welby, M.D.) – serie TV, 5 episodi (1970-1974)
- Ai confini della realtà (The Twilight Zone) – serie TV, episodio 1x22 (1985)
- Teen Wolf - Voglia di vincere (Teen Wolf) – serie TV, 21 episodi (1986-1987) - voce